# George Francis Hampson
George Francis Hampson, född 14 januari 1860, död 15 oktober 1936, var en brittisk entomolog. 

## Biografi
Hampson studerade vid Charterhouse samt Exeter College i Oxford och reste sedan till Indien för att bli teodlare i Nilgiribergen där han blev intresserad av fjärilar. När han återvände till England blev han volontär vid Natural History Museum och skrev The Lepidoptera of the Nilgiri District (1891), The Lepidoptera Heterocera of Ceylon (1893) samt del 8 och 9 av Illustrations of Typical Specimens of Lepidoptera Heterocera of the British Museum. Därefter påbörjade han arbetet med The Fauna of British India, Including Ceylon and Burma. Moths (4 volymer, 1892–1896). År 1896 blev han baronet och arbetade därefter med Catalogue of the Lepidoptera Phalaenae in the British Museum (15 volymer, 1898–1920).